# خليج سكويلاس

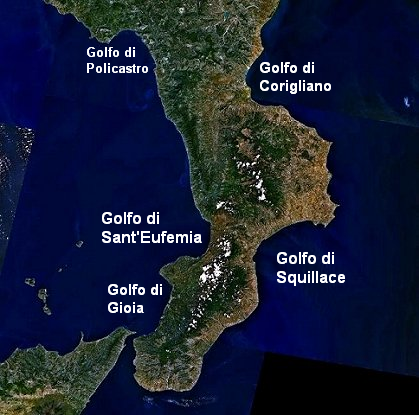

خليج سكويلاس (بالإيطالية: Golfo di Squillace، بالإنكليزية: Gulf of Squillace، بالاتينية: Scylleticus Sinus، باليونانية: Σκυλλητικὸς κόλπος) هو خليج مائي يُعتبر مدخل البحر الأيوني على طول ساحل كالابريا في إيطاليا. الخليج تشتهر بجماله الطبيعي، وهو جزء من البحر الأيوني، ويشكل جزءا من الساحل الشرقي لمنطقة كالابريا. حيث أخذ اسمه في الوقت الحاضر من المدينة الساحلية سكويلاس.

## التاريخ القديم
يعرف الخليج قديمًا باسم سيليتيكوس سينوس، نسبة إلى المدينة القديمة الساحلية سيليتيوم، ذكرت سترابو التي تقع على الساحل الشرقي لمدينة بروتيوم (كالابريا الحديثة)، وتقع على ضفاف الخليج الواسع، والتي أعطت اسم سيليتيكوس سينوس. هذا الخليج لا يزال يعرف باسم خليج سكويلاس.
خليج سيليتيكوس سينوس أو خليج سكويلاس، كان ينظر إليه دائما بأنه خليج خطير للبحارة، وبالتالي يسمى نافيفراغوم سيلاسيوم. لا يوجد ميناء طبيعي في جميع أنحاء مدى الخليج، وإلى القرن ال19، فإنه لا يزال يحمل سمعة الشر لكثرت حطام السفن فيه. تم العثور على اسم الخليج في كتب أرسطو وكذلك أنطيوخس، ولكن يبدو أنه كان غير معروف لثيودوروس.